# Жан Деларж
Жан Деларж (фр. Jean Joseph Delarge; 27 січня 1906 — 1977) — бельгійський боксер, олімпійський чемпіон 1924 року. 

## Аматорська кар'єра
Олімпійські ігри 1924
- 1/16 фіналу. Переміг Луі Сатьє (Швейцарія)
- 1/8 фіналу. Переміг Патріка Охенрахана (Велика Британія)
- 1/4 фіналу. Переміг Роя Інгрема (Південно-Африканська Республіка)
- 1/2 фіналу. Переміг Дугласа Льюїса (Канада)
- Фінал. Переміг Ектора Мендеса (Аргентина)